# 梅讷利
梅讷利（法語：Méneslies）是法国皮卡第大区索姆省的一个市镇，属于阿布维尔区欧县。该市镇2009年时的人口为310人。

## 人口
梅讷利人口变化图示
| 数据来源：INSEE |